# Linka bezpečí
Linka bezpečí (LB) provozovaná v České republice stejnojmenným spolkem na telefonním čísle 116 111 je bezplatná telefonická linka krizové pomoci pro děti a mladistvé (do 17 let včetně, pro studenty až do 25 let včetně). Je v provozu 24 hodin denně po celý rok a je dostupná z celé České republiky zdarma jak z pevné linky, tak i z mobilních telefonů. Linka bezpečí ctí zásadu anonymity klienta a tak, pokud klienti sami nechtějí, nemusí sdělovat své osobní údaje.

## Popis činnosti
Posláním Linky bezpečí je poskytovat telefonickou krizovou pomoc a poradenství dětem a mladistvým, kteří se nacházejí v tíživé životní situaci takového rozměru, že ji nemohou nebo nedokáží zvládnout vlastními silami, nevědí si rady se svými problémy, cítí se ohroženi, osamělí, zrazení, zmatení a z nejrůznějších důvodů se nechtějí nebo nemohou svěřit někomu ze svého okolí. Přesto však potřebují pochopení, podporu, důvěru a zároveň kvalifikovanou radu a pomoc. Dětem a mladistvým je dáván dostatečný prostor k tomu, aby mohli hovořit s konzultantem o své situaci a dospět společně k nějakému možnému řešení. 
Pomoc Linky bezpečí spočívá především v tom, že umožňuje dětem, aby se bez obav někomu svěřily se svými problémy. Aby se mohly poradit, jak se zachovat v určitých životních situacích, které se jim jeví jako složité. Na Lince bezpečí mohou najít podporu, porozumění, radu či se mohou domluvit na zprostředkování konkrétní pomoci. Tu už však dále zajišťují jiné instituce (např. orgány sociálně právní ochrany dítěte, policie, apod.). Je třeba poznamenat, že Linka bezpečí se zabývá telefonickou krizovou intervencí, a proto klienty nikde osobně nezachraňuje, nemá možnost je přechodně ubytovat či někde vyzvedávat.

### Pro koho je Linka bezpečí určena?
- Pro děti do dosažení 18. roku věku.
- Pro studenty do dosažení 26. roku věku.
- V minulosti Linka bezpečí poskytovala také službu „vzkaz domů“. Tuto službu mohly využít jak samy děti, které byly na útěku z domova, tak rodiče (pečující osoby), kteří chtěli nechat nezletilému dítěti na útěku vzkaz. V současnosti už tato služba poskytována není.

### Dostupnost
Na Linku bezpečí se mohou děti obrátit telefonicky prostřednictvím čísla 116 111. Telefonická Linka bezpečí je v provozu nepřetržitě 24 hodin denně, číslo je dostupné zdarma z celé České republiky z mobilních telefonů i pevných linek.

### Personální zajištění
Nepřetržitý provoz telefonických služeb Linky bezpečí zajišťuje přibližně 110 zaměstnanců. Klíčovou roli přitom hrají konzultanti a konzultantky a třináct intervizorů/intervizorek (vedoucích směn), kteří pracují ve třech denních intervalech. Počet konzultantů se mění dle denní doby a průběhu školního roku, které mají vliv na počet volajících. Všichni zaměstnanci, kteří pracují v přímé péči o klienty, absolvovali akreditovaný kurz telefonické krizové intervence v rozsahu 150 hodin. Dalšími členy týmu jsou sociální pracovník, psycholožka, organizačně personální pracovnice, vedoucí E-mailové poradny Linky bezpečí a vedoucí Linky bezpečí.

### Způsob práce s klientem
Linka bezpečí je především službou telefonické krizové intervence a poradenství. Každý hovor s dítětem, které se na Linku bezpečí dovolá, probíhá podle zásad a technik této metody práce s klientem. Hlavními principy telefonické krizové intervence jsou aktivní naslouchání, práce s emocemi, práce se zakázkou hovoru a další techniky, které vedou k emočnímu zklidnění klienta. Odborní konzultanti poskytují návody, jak se v obtížné situaci zachovat, co udělat, popřípadě na koho se obrátit. V případě, že dítě vytočí číslo 116 111, dovolá se nejdříve na ústřednu Linky bezpečí. Denně se na Linku bezpečí dovolá kolem 500 dětí. Ústředna slouží jako vstup na Linku bezpečí. Je-li volající klientem Linky bezpečí, je mu nabídnuto přepojení na některého z konzultantů, který se mu bude věnovat. Konzultant pak s dítětem situaci podrobně probere a společně hledají východisko a řešení problému. Pomoc Linky bezpečí spočívá především v tom, že umožňuje dětem, aby se bez obav někomu svěřily se svými problémy, aby se mohly poradit, jak se zachovat v určitých životních situacích, které se jim jeví jako složité. V úvodu hovoru konzultant tzv. mapuje – snaží se získat prostřednictvím přesně směrovaných otázek co nejvíce informací o situaci klienta. V další fázi hovoru se s dítětem domlouvá zakázka, tedy co dítě od hovoru očekává, co potřebuje probrat, co je pro něj v tuhle chvíli nejdůležitější a nejvíce užitečné. Na naplnění zakázky se pak snaží konzultant pracovat. Při tzv. hledání řešení se opírá především o přirozené zdroje v nejbližším okolí klienta. V případě, že je to nutné nebo žádoucí, nabízí klientovi kontakty na další odborné organizace v blízkosti místa bydliště klienta. Linka bezpečí má pro tyto účely k dispozici rozsáhlou databázi organizací. 

### S kým LB spolupracuje
Důležitým principem práce na Lince bezpečí je anonymita klientů – to znamená, že linka primárně nezjišťuje jméno a adresu bydliště klienta. Ve vážných případech ovšem může klient z anonymity vystoupit a po dobrovolném sdělení svých údajů Linka bezpečí kontaktuje ve prospěch klienta další instituci, která je kompetentní poskytnout adekvátní pomoc. Nejčastěji se pracovníci Linky bezpečí obracejí na orgány sociálně právní ochrany dětí, Policii České republiky, Zdravotnickou záchrannou službu, krizová centra a zařízení pro děti vyžadující okamžitou pomoc. V případě akutních stavů se zprostředkovává kontakt ihned na službě prostřednictvím sloužícího intervizora. Je možné také využít tzv. konferenci, kdy technické zařízení Linky bezpečí umožní, aby se v jednu chvíli slyšeli společně klient, pracovník Linky bezpečí a pracovník dané instituce. Pokud situace není naléhavá a snese odklad (dítě není akutně ohrožené), intervenci zprostředkuje sociální pracovník v nejbližší pracovní den.

## E-mailová poradna a chat
E-mailová poradna a Chat Linky bezpečí poskytují poradenství klientům prostřednictvím e-mailu a chatu. V některých situacích je pro dítě bezpečnější, příjemnější či snazší o svých starostech psát než mluvit. E-mailovou poradnu a Chat Linky bezpečí mohou rovněž využít děti s handicapem, který jim telefonický kontakt znemožňuje. Tyto služby jsou dostupné i ze zahraničí.

## Průměrný den na Lince bezpečí v roce 2017
- průměrně 415 přijatých telefonátů
- kolem 7 přijatých emailů
- kolem 5,5 kontaktů na chatu

Nejčastější témata hovorů:
- sexuální vyzrávání (20 %)
- závažná osobní témata (18 %)
- vrstevnické vztahy (11 %)
- problémy s láskou a partnerstvím (11 %)
- šikana (6 %)
- týrání, zneužívání nebo zanedbávání (5 %)

Další hovory se týkaly např. školy, závislostí, internetu 
Další statistika:
- 151421 telefonických hovorů
- 2827 dotazů na E-mailovou poradnu
- 2017 chatů
- 60 počet intervencí